# Kraftfahrzeugdiebstahl

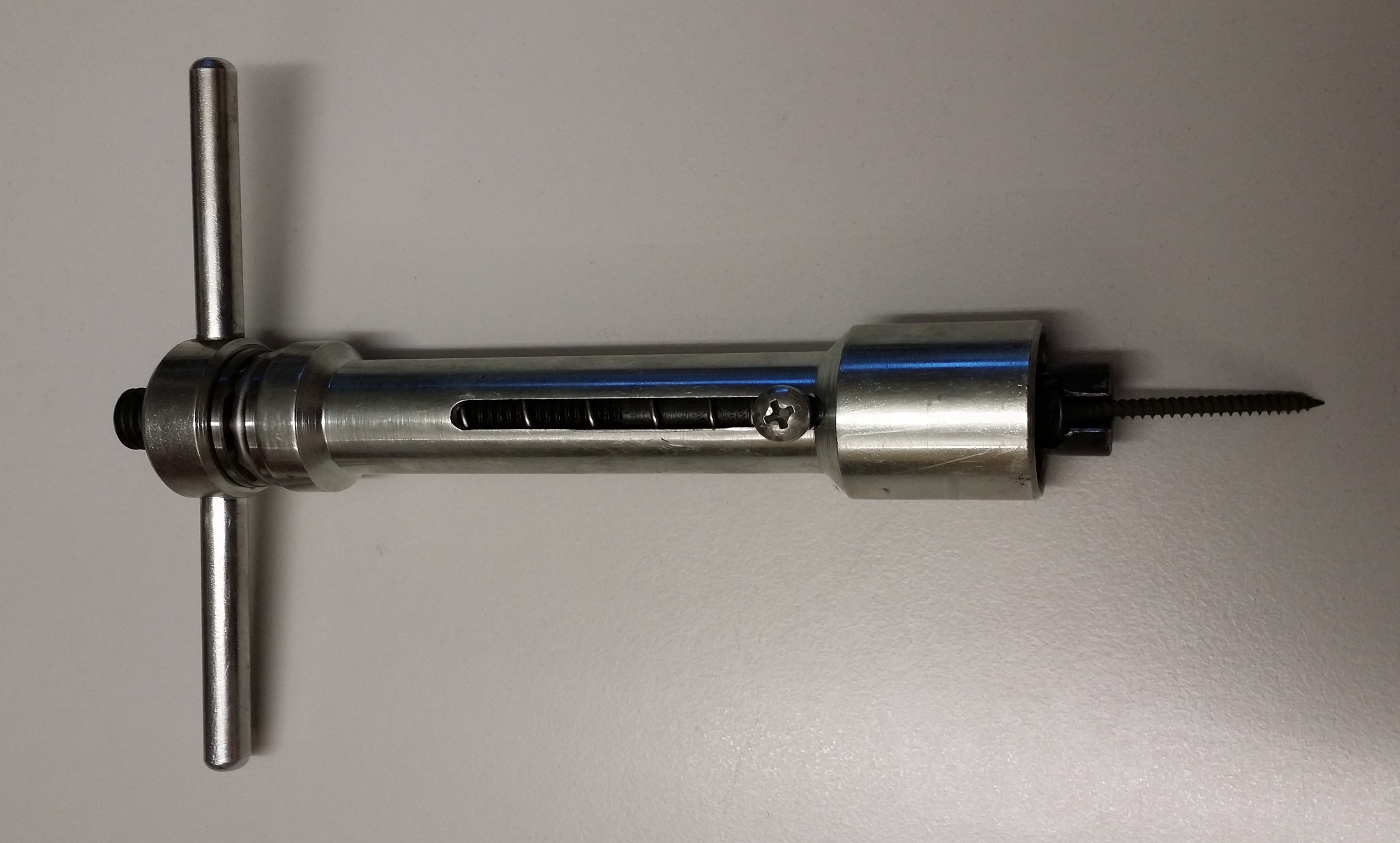
Schlosskernzieher – zum illegalen Öffnen von Autotüren

Als Kraftfahrzeugdiebstahl wird die Wegnahme eines Kraftfahrzeug durch eine unbefugte Person mit dem Ziel der Aneignung bezeichnet. Hierbei wird der Gewahrsam des Fahrzeugeigentümers durch eine Wegnahmehandlung gebrochen.
Wie bereits der Begriff sagt, handelt es sich bei diesem Vorgang um eine kriminelle Handlung, die entsprechend den Rechtsnormen praktisch aller Länder unter Strafe gestellt ist. Die Motive des Täters sind für die Erfüllung des Tatbestands unerheblich. Jedoch kann die Begehung der Tat qualifizierende Elemente aufweisen, welche auch in den Bereich des strafrechtlich noch härter zu bestrafenden Raub hineinreichen.
Durch die technische Weiterentwicklung der Schutzsysteme gegen den Kraftfahrzeugdiebstahl, hat sich das Delikt in den Begehungsformen verändert.
Nach 1993 fiel die Häufigkeit drastisch auf nur noch 10 %. Dieser Rückgang folgte einem Trend, der in allen westlichen Ländern zu beobachten war. Seit 2022 nimmt die Zahl der Delikte wieder stark zu.

## Historische Formen der Tat
Die historische Form des Kraftfahrzeugdiebstahl ist in zwei Grundformen zu unterscheiden. Da es sich jedoch um ein Fortbewegungsmittel handelt, wird ein Fahrzeug zumeist durch den Einsatz der eigenen Motorisierung entwendet. Eine Ausnahme hierzu stellen Motorräder und Motorroller dar, welche oft durch Verladen in geschlossene Transporter entwendet werden, wie auch Fahrräder.
Für das Entwenden mit Hilfe der eigenen Motorisierung müssen Schutzeinrichtungen überwunden werden. Zum einen das Zündschloss, welches die Funktion des Anlassers steuert und zum anderen ein Türschloss für den Fahrerbereich oder das gesamte Fahrzeug. Hierzu gab es historisch verschiedene Möglichkeiten.

### Mechanische Beschädigung
Durch die Zerstörung einer Scheibe oder zum Beispiel den Einsatz eines Schlosskernziehers war es möglich an den Verriegelungsmechanismus der Fahrzeugtüren zu gelangen oder diesen zu neutralisieren. Anschließend wurde das Fahrzeug durch ein Herausreißen der Kabel und das sogenannte Kurzschließen gestartet. Bei Motorrädern konnte das reine Kurzschließen ausreichen.

### Zerstörungsfreies Öffnen und Kurzschließen
Durch das Einführen flacher Metallstreifen in den Spalt zwischen Fenster und Karosserie konnten geübte Autodiebe aber auch KFZ-Mechaniker Kraftfahrzeuge entriegeln und den Zugang zum Fahrzeuginnenraum schaffen. Das Einführen von gebogenem Draht zum Hochziehen der Verriegelungsknöpfe auf der inneren Abdeckung der Türe, war nach der Einführung neuer „kopf-loser“ Verriegelungsknöpfe nur eine vorübergehende Erscheinung. Nach dem Öffnen konnte das Fahrzeug wiederum kurzgeschlossen werden.

### Alarmanlagen
Die große Zahl von Kraftfahrzeugdiebstählen in manchen globalen Regionen führten zur Aufrüstung von hochpreisigen Fahrzeugen mit Alarmanlagen. Dies erfolgte ab einem bestimmten Zeitpunkt sogar serienmäßig und weitete sich zunehmend auch auf günstigere Fahrzeugmodelle aus, da die entsprechende Technik mit der Zeit immer günstiger wurde.

### Carjacking
Der Raub von Fahrzeugen, also die Wegnahme des Kraftfahrzeugs durch das Mittel der Nötigung, ist seit der Existenz von Fahrzeugen ein existierendes Delikt. Es hat aber durch die Einführung von Anglizismen zur Darstellung der Internationalität dieser Delikte eine neue populäre Begrifflichkeit erhalten, eben Carjacking.

## Moderne Formen des Kraftfahrzeugdiebstahl
Mit dem Aufkommen von elektronischen Wegfahrsperren, die den Diebstahl von Kraftfahrzeugen ohne Originalschlüssel nur mit besonderem Wissen und spezieller Technik ermöglichen, haben sich verschiedene neue Formen des Diebstahls entwickelt. Deliktisch stand nun bei der breiten Masse der Täter die Erlangung von originalen Fahrzeugschlüsseln im Vordergrund, da ansonsten Probleme mit der Nutzung des Fahrzeugs entstanden.

### Hintergrund Überwindung der elektronischen Wegfahrsperre
Seit 1. Januar 1998 müssen neu zugelassene Pkw in Deutschland mit einer elektronischen Wegfahrsperre ausgestattet sein. Diese wurde durch die Hersteller im Laufe der Jahre fortentwickelt. Zum Diebstahl der Fahrzeuge führen die Täter Geräte zur Überwindung der Sicherung mit. Häufig werden neue Schlüssel angelernt. Bei Fahrzeugen, bei denen ein Keyless Go oder ein gleichartig funktionierendes System verbaut ist, erfolgt der Diebstahl mittels eines Relaisattacks. Hierzu wird mittels Funkstreckenverlängerer (Key-Scanner) das Schlüsselsignal verstärkt und zum Car-Scanner geleitet. So lässt sich das Fahrzeug öffnen und starten, ohne den Schlüssel im Besitz zu haben. Eine Möglichkeit der Sicherung gegen diesen Angriff ist die Abschirmung des Pkw-Schlüssels mittels geeigneter Behältnisse aus Metall oder einer vom Hersteller vorgesehenen Deaktivierung des Systems.

### Relay Attack
Von Relay Attack (deutsch etwa „Relais-Angriff“) spricht man, wenn zur Entwendung des Fahrzeugs mittels Funktechnologie das Sicherheitssystem des Kraftfahrzeugs überwunden wird. Hierbei gibt es mindestens drei verschiedene technische Herangehensweisen. Diese sehr komplexe elektronische Tatbegehung funktioniert jedoch nur bei Kraftfahrzeugen, welche mit einem entsprechenden schlüssellosen Schließ- und Startsystem ausgestattet sind und schränkt damit die Auswahl an Tatobjekten ein.

#### Reichweitenverlängerung
Hierbei wird mithilfe von zwei tragbaren Funkrelaisstationen das Signal des Schlüssels von Fahrzeugen mit dem schlüssellosen Schließ- und Startsystem verlängert, um das Fahrzeug zu öffnen und wegzufahren. Vorzugsweise bei einem geparkten Auto eingesetzt, für welches der Eigentümer die Schlüssel außerhalb der Reichweite des schlüssellosen Systems aufbewahrt.

#### Begleitung des Fahrzeugeigentümers (Relay Station Attack)
Hierbei begleitet der Täter A den Fahrzeug Eigentümer und die mitgeführte elektronische Ausrüstung fängt das Dauersignal des Senders des schlüssellosen Systems ab. Die empfangenen Daten werden an ein elektronisches Empfangsgerät bei Täter B weitergeleitet, der nun in der Lage ist, das Fahrzeug zu öffnen. Das Vorhandensein des simulierten Schlüssel ermöglicht es, die Zündung zu starten und das Fahrzeug wegzubewegen. Die Frage ist, mit welcher Reichweite diese Konstellation funktioniert, dies ist von der Ausrüstung der Täter abhängig.

#### Abfangen von Kommunikation zwischen Fahrzeug und Schlüssel
Hierbei wird die elektronische Kommunikation zwischen Fahrzeug und dem Sender des schlüssellosen Systems abgefangen und zu einem späteren Zeitpunkt für die Entwendung des Fahrzeugs eingesetzt.

### Showroomjacking
Als Showroomjacking wird das Vorgehen bezeichnet, wenn in Autohäuser eingebrochen und dort zum Verkauf stehende oder Kundenfahrzeuge entwendet werden. Ziel des Einbruchs ist eine dauerhafte Entwendung – nicht nur ein vorübergehender Diebstahl zu Transportzwecken oder als Spritztour und späteres Zurücklassen des Fahrzeuges an einem anderen Ort.
Die Täter sind häufig Angehörige von gut organisierten Banden, welche dieses Delikt zum Generieren von Einnahmen nutzen. Nach dem Eindringen in die Gebäude müssen die Einbrecher an die Schlüssel der Kfz kommen. In Privatgebäuden liegen oder hängen diese meist offen herum, in Autohäusern sind sie meist besonders gesichert aufbewahrt; so müssen Werkzeuge mitgeführt werden, die zum Öffnen von Tresoren gebraucht werden. Eine früher verbreitete Variante war, dass die Täter Autowerkstätten als Ziel in den Blick nahmen: Hier werden mitunter (nach Absprache mit der Werkstatt) Fahrzeuge von Kunden nach Feierabend zur Reparatur abgestellt und der zugehörige Schlüssel in den Briefkasten geworfen. Einfache Briefkästen konnten dann von den Tätern leicht aufgebrochen werden. Seit der Verbreitung gesicherter Briefkästen für diesen Zweck und weil das Delikt eine sorgfältige Beobachtung der betreffenden Werkstatt durch die Täter erfordert, ist diese Variante heute kaum noch anzutreffen.

### Homejacking
Homejacking bezeichnet eine Variante des Kfz-Diebstahls, bei der die Täter in Wohnungen und Häuser einbrechen, die Kfz-Schlüssel mitnehmen und Kraftfahrzeuge mit Hilfe der Originalschlüssel entwenden.
Die besondere Gefahr dieses Modus Operandi ergibt sich daraus, dass in den Räumlichkeiten, in die die Täter einbrechen, Personen anwesend sein können oder sogar zwingend anwesend sind, da Objekte, in denen sich Personen aufhalten, oft zum Zeitpunkt der Anwesenheit geringer abgesichert sind. Durch die Art der Begehung ist nicht ausgeschlossen, dass Opfer und Täter sich begegnen, sodass das Delikt leicht zum Raub eskalieren kann. In manchen Fällen haben Täter in der Vergangenheit sogar Opfer zur Herausgabe von versteckt aufbewahrten Schlüsseln durch die Androhung von Gewalt gezwungen. Dies ist jedoch in der Masse der Delikte nicht der Fall, da eine schnelle Tatbegehung mit wenigen Spuren im Interesse der Täter ist.
Im Vordergrund steht für diese Tätergruppe häufig eine schnelle Tatbegehung. Hierzu sind die Tätergruppen extrem gut ausgebildet und wissen genau, welche Eingangstüren leicht zu öffnen sind. Die Polizei rät aus diesem Grund auch bei modernen Türen und Schließanlagen zu regelmäßigen Inspektionen der Schutztechnik. Da üblicherweise Schlüssel im Eingangsbereich abgelegt werden, ist der direkte Weg durch die Haustüre, der kürzeste Weg für die Tatbegehung. Die Polizei rät zwingend Türen und Fenster in von außen zugänglichen Bereichen in der Nacht zu verriegeln und die Haustüre mit einem zweiten Riegel zu versehen, da sich hierdurch die für die Tatbegehung erforderliche Zeit derart erhöht, dass viele Täter von der Durchführung abstand nehmen.
Um möglichst keine Spuren zu hinterlassen, kann auch die zusätzliche Entwendung von Mobilfunkgeräten zum Homejacking dazu gehören. Denn inzwischen werden viele Fahrzeuge durch Tracking mit Apps lokalisierbar oder es können Fluchtwege nachvollzogen werden. Aus diesem Grund sollten Mobilfunkgeräte, welche das Tracking ermöglichen sollen, im Haus möglichst nicht gemeinsam mit den Fahrzeugschlüsseln aufbewahrt werden.
Anmerkung:
Homejacking und Showroomjacking sind Scheinanglizismen, die in mehreren Sprachen, nicht aber im englischen Sprachraum benutzt werden. Sie entstanden aus dem Begriff Carjacking.

## Motive für den Kfz-Diebstahl
Mobilität stellt für viele Personen ein menschliches Grundbedürfnis dar. Hierbei sind in ländlichen Gegenden Individualverkehrsmittel unersetzlich. Zu Beginn der Motorisierung mit dem Beginn der Industrialisierung wurden plötzlich Kraftfahrzeuge in großen Stückzahlen in der Gesellschaft verfügbar. Damit stieg auch das Risiko der Entwendung.
Heute werden Kraftfahrzeuge häufig unmittelbar nach der Tat ins Ausland verbracht, hierzu werden sie gelegentlich mit entwendeten oder gefälschten Kennzeichen versehen. Auch der Abtransport in speziell beschichteten Seecontainern, welche Ortungssignale unterdrücken ist inzwischen bekannt geworden. Gezielt entwendet werden oft Fahrzeuge der Luxusklasse. Seit einigen Jahren nehmen jedoch auch die Entwendungen von Mittelklasse und Kleinwagen aus wirtschaftlichen Verwendungsinteressen heraus zu. Durch die Etablierung von Internet-Verkaufsplattformen ist der Ersatzteileverkauf in eine überregionale Dimension gerückt und Käufer haben nahezu keine Möglichkeit und auch wenig Interesse zu prüfen, ob die erworbenen Teile legal oder illegal vom Verkäufer erworben worden oder in dessen Besitz gelangt sind.

### Gebrauchsdiebstahl
Fahrzeuge wurden in der Vergangenheit häufig entwendet, um von A nach B zu kommen. Nach dem Gebrauch wurden diese dann einfach stehen gelassen. Nach Einführung der Wegfahrsperre ging diese Erscheinungsform des Diebstahls immer mehr zurück und spielt heute keine Rolle mehr.

### Verkauf des Fahrzeugs als Gebraucht- oder Neuwagen
Fahrzeuge in gutem Zustand werden meist nach dem Diebstahl ins Ausland verbracht und dort an Hehler oder an gutgläubige Kunden verkauft. Hier handelt es sich insbesondere um neue Modellreihen. Nicht selten werden die Fahrzeuge vor dem Verkauf in ihrem Erscheinungsbild verändert, dabei erhalten sie zum Teil die Identität eines in einem anderen Land zugelassenen Kfz oder die eines verunfallten Fahrzeugs.

### Verwerten der Teile
Nach dem Diebstahl werden die Fahrzeuge zerlegt, die Teile gehen in den Ersatzteilhandel. Der Vertrieb erfolgt dabei auch über Onlineauktionshäuser wie Allegro.

### Verwendung als Tatmittel
Der Diebstahl mancher Fahrzeuge erfolgt, um diese vorübergehend für eine Straftat zu nutzen. Dies geschieht häufiger bei Einbrüchen, bei denen das Kfz nur entwendet wird, um das Diebesgut abtransportieren zu können. Ein Phänomen ist hier ebenfalls der Diebstahl, um ein Fahrzeug zur Verfügung zu haben, bei dem kein Rückschluss auf den Besitzer möglich ist, beispielsweise das Fluchtauto bei einem Bankraub. Dies kommt auch bei sogenannten Blitzeinbrüchen in Betracht, bei denen der Pkw oder Lkw teilweise benutzt wird, um in ein Schaufenster zu fahren oder sonst die Sicherung der Waren zu zerstören oder zu entfernen. Manche dieser Fahrzeuge werden nach der Tatbegehung in Brand gesteckt, damit keine Spurensicherung möglich ist.

## Strafrecht
Im deutschen Strafrecht ist der Kraftfahrzeugdiebstahl kein eigener Tatbestand einer Straftat, sondern fällt allgemein unter den Diebstahl gemäß §§ 242 ff. StGB.

### Abgrenzung zu anderen Delikten
Kennzeichnend für einen Diebstahl ist die Wegnahme, d. h. der Bruch fremden Gewahrsams. Dies geschieht entweder durch mechanische (z. B. Lenkradsperre) oder elektronische (z. B. Wegfahrsperre) Überwindung der Sicherungseinrichtungen eines Kraftfahrzeugs durch den Täter.

### Abgrenzungsfälle
Beim Carjacking liegt demgegenüber eine Räuberische Erpressung oder ein Raub vor, da die Weggabe des Kraftfahrzeuges durch Gewalt oder Drohungen mit gegenwärtiger Gefahr für Leib oder Leben erzwungen, oder die Wegnahme mit Gewalt durchgeführt wird.

## Polizeiliche Zusammenarbeit und Interpol-Operationen
Um den Fahrzeughandel einzudämmen, ist die internationale Zusammenarbeit der Strafverfolgungsbehörden essenziell. Interpol ermöglicht es, mithilfe von Organisationen wie Frontex, Echtzeitdaten zu gestohlenen Fahrzeugen und verdächtigen Personen zu teilen. Operationen wie Carback erlauben es, Fahrzeugidentifikationsnummern sofort mit internationalen Datenbanken abzugleichen, was eine schnelle Reaktion und Abfangmöglichkeiten erleichtert. Dieses kollaborative Rahmenwerk ist entscheidend, um grenzüberschreitend agierende Diebstahlsringe zu zerschlagen und zeigt die Bedeutung einer globalen Polizeiarbeit im Bereich der Fahrzeugkriminalität.

## Statistik
Die jährlich vom Deutschen Bundeskriminalamt herausgegebene polizeiliche Kriminalstatistik weist Fälle von Diebstahl von Kraftwagen separat aus. Die Aufklärungsquote dieser Delikte liegt bei ca. 30 %.
Während sich die Häufigkeit von Ende der 1980er Jahre nach Öffnung des Eisernen Vorhangs bis zum Höhepunkt 1993 mehr als verdoppelte, fielen die Zahlen bis 2021 drastisch auf noch 10 % des Werts von 1993.
1993 waren es 214.836 Fälle, 2021 nur noch 21.584. Damit war der Rückgang der Kraftfahrzeugdiebstähle sehr viel größer als der der Straftaten insgesamt, die nur um 27 % sanken. 2023 nahm die Fallzahl wieder etwas zu und stieg auf 29.985. Das Muster eines Rückgangs der Häufigkeit von Diebstahl seit Anfang der 1990er Jahre findet sich in allen westlichen Ländern. Es ist Teil eines allgemeinen Kriminalitätsrückgangs.
Im Jahr 2023 meldete das Bundeskriminalamt (BKA) einen Anstieg der dauerhaft entwendeten Fahrzeuge in Deutschland um 9 %, was rund 15.924 gestohlenen Fahrzeugen entspricht. Trotz des großen Rückgangs der Fälle in den vergangenen Jahrzehnten zeigt der neueste Anstieg, dass Diebstahlprävention auch mit den heutigen technischen Sicherheitsfortschritten eine anhaltenden Herausforderungen ist. Besonders betroffen sind Fahrzeuge asiatischer Hersteller wie Toyota, Hyundai und Kia, wobei vor allem SUVs und Mittelklassewagen im Fokus von Diebesbanden stehen.